# 百々盛実
百々 盛実（どど もりざね）は、戦国時代の武将。浅井氏の家臣。近江国佐和山城主。
百々氏は元は伊予国の河野氏庶流。嘉吉年間に近江へ居住し京極氏の被官となった。
盛実は永禄3年（1560年）8月中旬の野良田の戦いの際には自軍の2倍以上の兵力の六角義賢軍相手に先鋒を務めた。その後、浅井軍主力が美濃国の斎藤氏と交戦している際に六角軍に居城を急襲され討ち死にを遂げる。